# عظاءة الموج
عظاءة الموج (الاسم العلمي:†Cymatosaurus) هي جنس منقرض من الزواحف يتبع فصيلة عظايا الموج من رتيبة العظائيات الزعنفية. وهي معروفة من فترة الثلاثي المبكر إلى الثلاثي الأوسط (أحدث مراحل الأولنكي إلى الأنيسي) في ألمانيا وهولندا.